# ルッド
ルッド（Ludのラテン語よみ、英語よみはラッド）は、ジェフリー・オブ・モンマスの『ブリタニア列王史』やそれに関連した中世の本によれば、ローマ帝国の属州（ブリタンニア）になる前の時代のブリタニアの王とされる人物。ヘリ王（Heli）の長男で、父親から王位を継承した。
ルッドの統治期は、ルッドがとくに愛したトリノヴァントゥム（現ロンドン）の都市建設と再要塞化で知られる。「ロンドン（London）」という名前は、「ルッドの要塞」を意味する「カールルッド（Caer Lud）」から派生したものだとジェフリーは説明した。ルッドが死ぬと、遺体は「ルッドの門」（ラドゲイト Ludgate のこと）に埋葬された。ルッドにはアンドロゲウス（マンドゥブラキウス、Mandubracius）とテヌアンティウス（タスキオウァヌス、Tasciovanus）という2人の息子がいたが、年が若かったので、代わってルッドの兄弟のカッシベラウヌスが王位を継承した。
『Brut y Brenhinedd』と呼ばれるジェフリーの『ブリタニア列王史』のウェールズ語版では、ルッドは「ベリの息子スィッズ（Lludd fab Beli）」と呼ばれている。現在『マビノギオン』として知られる物語の一つ『スィッズとスェヴェリス（Cyfranc Lludd a Llefelys）』という独立したウェールズ伝説は、『ブリタニア列王史』のウェールズ版の1つが含まれている。スイッズがプリデイン（Prydain。グレートブリテン島のこと）の王だった時、その兄弟のスェヴェリス（ジェフリーの本には出てこない）はフランスの王で、スィッズがブリテンから3つの超自然的脅威を取り除くのを手伝った。ウェールズ神話に出てくる「銀の腕のスィッズ（Lludd Llaw Eraint）」や、より初期のアイルランド神話のトゥアハ・デ・ダナーンの王「銀の腕のヌアザ」と同根語の「銀の腕のニュッズ（Nudd Llaw Eraint）」と関係しているのかも知れない。しかし、ウェールズの伝説では別の人物で、普通そのようには扱われていない。
イングランドの多数の地名、それにアイルランドの1つの地名（Ludden、Limerick）が、Lud-、Ludden-、Luddes-、Ludger-に基づいている。北のダラム、西のLudgvan、サマセットあたりまで離れると、ウェールズのLuford、ヘレフォードシャーのLudchurchしかない。

## ルッド王とシティ・オブ・ロンドン
ルッドの名前はシティ・オブ・ロンドンの主要な門であるラドゲイトの語源と思われるものの1つである。以前、この門に立っていたルッド王と2人の息子たちの彫像は壊れて、現在はロンドンのフリート・ストリートのセント・ダンスタン・イン・ザ・ウェスト教会（St Dunstan-in-the-West）に立っている。ラドゲイト・サーカス（Ludgate Circus）に「King Lud」という名のパブがあったが、現在は「Leon」に改名された。ルッド王のメダイヨンがその屋根の上、ドアの上にある。